# كورنيليوس كاش
كورنيليوس كاش (بالإنجليزية: Cornelius Cash)‏ مواليد 3 مارس 1952 في ماكون، هو لاعب كرة سلة أمريكي معتزل. تم اختياره من قبل فريق ميلووكي باكز خلال الدرافت. حمل الرقم 45. يبلغ طوله 6 قدم 8 بوصة (2.0 م).

## روابط خارجية
- كورنيليوس كاش على موقع إن بي أي (الإنجليزية)
- كورنيليوس كاش على موقع سبورتس رفرنس (الإنجليزية)
- كورنيليوس كاش على موقع كلية كرة السلة في سبورتس رفرنس.كوم (الإنجليزية)
- كورنيليوس كاش على موقع ريلجم (الإنجليزية)
- كورنيليوس كاش على موقع بروبوليرز (الإنجليزية)